# Centrum Startowe Satelitów Taiyuan
Kosmodrom Taiyuan (chiń. upr. 太原衛星發射中心; chiń. trad. 太原卫星发射中心; pinyin Tàiyuán Wèixīng Fāshè Zhōngxīn) – chiński ośrodek rakietowy (satelitarny i balistyczny). Zbudowany w 1966 (pełny rozruch 1968) jako drugi chiński kosmodrom. Położony jest na wysokości 1500 m n.p.m. w okolicy o niskiej sumie opadów, co zapewnia bardzo dobre warunki startów. Pierwotnie wystrzeliwano stąd satelity meteorologiczne, satelity poszukujące zasobów naturalnych na powierzchni Ziemi oraz naukowe. Przez cały czas działania kosmodromu satelity wynoszone są przez kolejne generacje rakiet Długi Marsz, testowane są tu też pociski balistyczne SLBM.
19 sierpnia 2014 rakieta Chang Zheng 4B wyniosła stąd na orbitę okołoziemską polskiego satelitę Heweliusz.

## Kompleksy startowe
- kompleks startowy 1, używany przez rakiety: Chang Zheng 1D, Chang Zheng 2C, Chang Zheng 4A, Chang Zheng 4B i Chang Zheng 4C
- kompleks startowy 2, używany przez rakiety: Chang Zheng 2C, Chang Zheng 4B i Chang Zheng 4C

W pobliskich dolinach zlokalizowane są wyrzutnie rakiet balistycznych.

## Transport
Do kosmodromu doprowadzona jest specjalna linia kolejowa łącząca ośrodek z krajową magistralą kolejową Ningwu-Kelan. Najbliższe lotnisko to odległy o 300 km port lotniczy Taiyuan. Z ośrodkiem łączy go autostrada.